# Vira Misevyč
Vira Antonivna Misevyč (in ucraino Віра Антонівна Місевич?; in russo Вера Антоновна Мисевич?, Vera Antonovna Misevič; tr. angl: Vera Antonovna Misevich; Kiev, 10 aprile 1945 – Kiev, 4 marzo 1995) è stata una cavallerizza sovietica, dal 1991 ucraina, specializzata in dressage.

## Carriera
Avvicinatasi all'equitazione nel 1962, entra nella squadre della Dynamo Kiev nel 1966. Si affacciò sui tornei internazionali, gareggiando per l'Unione sovietica alla fine degli anni Settanta e trionfò nei primi anni Ottanta vincendo una medaglia di bronzo ai Giochi olimpici di Mosca 1980. Fu campionessa sovietica della disciplina per tre edizioni e conquistò alcune medaglie europee in squadra. 
Ha preso parte al film sovietico Biryuk di Roman Balayan, presentato al Festival di Berlino 1978, nel ruolo di Sophia.

## Palmarès
| Anno | Manifestazione  | Sede      | Evento      | Risultato | Prestazione | Note |
| ---- | --------------- | --------- | ----------- | --------- | ----------- | ---- |
| 1977 | Europei         | San Gallo | Squadre     | Bronzo    | -           |      |
| 1980 | Giochi olimpici | Mosca     | Individuale | 4º        |             |      |
| 1980 | Giochi olimpici | Mosca     | Squadre     | Bronzo    | -           |      |
| 1981 | Europei         | Laxenburg | Squadre     | Oro       | -           |      |

## Coppe nazionali
- 3 volte campionessa nazionale di dressage (1980, 1981, 1983).